# De sekte (stripalbum)
De sekte is het zesde stripalbum uit de stripreeks Jeremiah. Het album is geschreven en getekend door Hermann Huppen. Van dit album verschenen tot nu toe vier drukken, bij uitgeverij Novedi in 1982 en 1984, en bij uitgeverij Dupuis in de collectie Spotlight in 1992 en 2004.

## Inhoud
Jeremiah en Kurdy worden ingehuurd als lijfwachten door Craig, een zeer invloedrijke heer om hem en zijn gezin tijdens een reis te beschermen. De reis verloopt niet soepel, ze worden onderweg aangevallen en weten slechts met verliezen de aanval af te slaan. Een van de vaste begeleiders raakt ernstig verwond en noodgedwongen moeten ze overnachten in een dorp waar de bewoners volgelingen zijn van Inemokh, een duistere sekte. Nachts raken ze betrokken bij de uitvoering van een monsterlijk ritueel en kunnen ternauwernood ontsnappen.

## Analyse
In vergelijking met de gebeurtenissen die Kurdy en Jeremiah meemaken, wordt het verhaal over het dorp van de sekte in dit album door Hermann slechts als anekdote gebruikt. Wat er verder vóór of na de passage van de twee vrienden met de sekte gebeurt wordt door hem niet nader toegelicht, omdat ze geen spoor achterlaten in het landschap ... en vice versa. 